# Segundo Gobierno González
El segundo gobierno de Felipe González fue el Gobierno de España entre julio de 1986 y diciembre de 1989. Felipe González Márquez fue investido presidente del Gobierno por el Congreso de los Diputados después de que el Partido Socialista Obrero Español (PSOE) ganara las elecciones generales de 1986 que dieron comienzo a la iii legislatura de España.
El Gobierno cesó el 29 de octubre de 1989 por la celebración de las elecciones generales. Continuó en funciones hasta el 7 de diciembre de 1989, día en que tomó posesión el tercer Gobierno de González.

## Historia
El 24 de julio de 1986, Felipe González tomó posesión del cargo de presidente del Gobierno ante el rey Juan Carlos I. El 26 de julio de 1986 todos los ministros tomaron posesión del cargo, formando el Consejo de Ministros.
La única remodelación ministerial del periodo se produjo el 12 de julio de 1988. El cargo de Portavoz del Gobierno pasó de ser Secretaría de Estado a ser un Ministerio. Se creó también el Ministerio de Asuntos Sociales. Fernando Ledesma abandonó el ministerio de Justicia, siendo sustituido por Enrique Múgica; José Barrionuevo abandonó el ministerio del Interior para hacerse cargo del ministerio de Transporte, hasta entonces ocupado por Abel Caballero, siendo sustituido el primero por José Luis Corcuera; José María Maravall abandonó el ministerio de Educación, siendo sustituido por Javier Solana, hasta entonces ministro de Cultura, siendo sustituido por Jorge Semprún; y Luis Carlos Croissier abandonó el ministerio de Industria, siendo sustituido por José Claudio Aranzadi.
El segundo Gobierno de González cesó el 29 de octubre de 1989 por la celebración de elecciones generales, y continuó en funciones hasta el 7 de diciembre de 1989, día en que tomó posesión el tercer Gobierno de González.

## Composición
| Partido político |                                              | Partido Socialista Obrero Español (PSOE) |
| Partido político | Partido de los Socialistas de Cataluña (PSC) |                                          |
| Partido político | Independiente                                |                                          |

| ii Gobierno de González (1986-1989)                           |                                               |                                               |         |
| Cargo                                                         | Titular                                       | Titular                                       | Titular |
| Presidente                                                    |                                               | Felipe González Márquez                       |         |
| Vicepresidente                                                |                                               | Alfonso Guerra González                       |         |
| Asuntos Exteriores                                            |                                               | Francisco Fernández Ordóñez                   |         |
| Justicia Notario Mayor del Reino                              |                                               | Fernando Ledesma Bartret (1986-1988)          |         |
| Justicia Notario Mayor del Reino                              | Enrique Múgica Herzog (1988-1989)             |                                               |         |
| Defensa                                                       |                                               | Narcís Serra i Serra                          |         |
| Economía y Hacienda                                           |                                               | Carlos Solchaga Catalán                       |         |
| Interior                                                      |                                               | José Barrionuevo Peña (1986-1988)             |         |
| Interior                                                      | José Luis Corcuera Cuesta (1988-1989)         |                                               |         |
| Obras Públicas y Urbanismo                                    |                                               | Javier Sáenz de Cosculluela                   |         |
| Educación y Ciencia                                           |                                               | José María Maravall Herrero (1986-1988)       |         |
| Educación y Ciencia                                           | Francisco Javier Solana Madariaga (1988-1989) |                                               |         |
| Trabajo y Seguridad Social                                    |                                               | Manuel Chaves González                        |         |
| Industria y Energía                                           |                                               | Luis Carlos Croissier Batista (1986-1988)     |         |
| Industria y Energía                                           | José Claudio Aranzadi Martínez (1988-1989)    |                                               |         |
| Agricultura, Pesca y Alimentación                             |                                               | Carlos Romero Herrera                         |         |
| Sanidad y Consumo                                             |                                               | Julián García Vargas                          |         |
| Relaciones con las Cortes Secretario del Consejo de Ministros |                                               | Virgilio Zapatero Gómez                       |         |
| Transportes, Turismo y Comunicaciones                         |                                               | Abel Ramón Caballero Álvarez (1986-1988)      |         |
| Transportes, Turismo y Comunicaciones                         | José Barrionuevo Peña (1988-1989)             |                                               |         |
| Cultura                                                       |                                               | Francisco Javier Solana Madariaga (1986-1988) |         |
| Cultura                                                       | Jorge Semprún Maura (1988-1989)               |                                               |         |
| Administraciones Públicas                                     |                                               | José Joaquín Almunia Amann                    |         |
| Asuntos Sociales (1988-1989)                                  |                                               | Matilde Fernández Sanz (1988-1989)            |         |
| Portavoz del Gobierno (1988-1989)                             |                                               | Rosa Conde Gutiérrez del Álamo (1988-1989)    |         |

## Procedencia geográfica
| Comunidad autónoma     | Cargo                                 | Titular                           |
| ---------------------- | ------------------------------------- | --------------------------------- |
| Andalucía              | Presidente                            | Felipe González                   |
| Andalucía              | Vicepresidente                        | Alfonso Guerra                    |
| Andalucía              | Transportes, Turismo y Comunicaciones | José Barrionuevo Peña             |
| Andalucía              | Portavoz del Gobierno                 | Rosa Conde Gutiérrez del Álamo    |
| Aragón                 | -                                     | -                                 |
| Principado de Asturias | -                                     | -                                 |
| Cantabria              | -                                     | -                                 |
| Castilla y León        | Interior                              | José Luis Corcuera Cuesta         |
| Castilla y León        | Agricultura, Pesca y Alimentación     | Carlos Romero Herrera             |
| Castilla y León        | Relaciones con las Cortes             | Virgilio Zapatero Gómez           |
| Castilla-La Mancha     |                                       |                                   |
| Cataluña               | Defensa                               | Narcís Serra i Serra              |
| Extremadura            | -                                     | -                                 |
| Galicia                | -                                     | -                                 |
| Islas Baleares         | -                                     | -                                 |
| Canarias               | -                                     | -                                 |
| La Rioja               | Obras Públicas y Urbanismo            | Javier Sáenz de Cosculluela       |
| Comunidad de Madrid    | Asuntos Exteriores                    | Francisco Fernández               |
| Comunidad de Madrid    | Educación y Ciencia                   | Francisco Javier Solana Madariaga |
| Comunidad de Madrid    | Sanidad y Consumo                     | Julián García Vargas              |
| Comunidad de Madrid    | Cultura                               | Jorge Semprún Maura               |
| Comunidad de Madrid    | Asuntos Sociales                      | Matilde Fernández Sanz            |
| Región de Murcia       | -                                     | -                                 |
| Navarra                | Economía y Hacienda                   | Carlos Solchaga Catalán           |
| País Vasco             | Justicia                              | Enrique Múgica Herzog             |
| País Vasco             | Industria y Energía                   | José Claudio Aranzadi Martínez    |
| País Vasco             | Administraciones Públicas             | José Joaquín Almunia Amann        |
| Comunidad Valenciana   | -                                     | -                                 |
| Ceuta                  | Trabajo y Seguridad Social            | Manuel Chaves González            |
| Melilla                | -                                     | -                                 |